# Parkano vasútállomás
Parkano vasútállomás Finnországban, Parkano településen található.

## Vasútvonalak
Az állomást az alábbi vasútvonalak érintik:
- Tampere–Seinäjok-vasútvonal

## Kapcsolódó állomások
A vasútállomáshoz az alábbi állomások vannak a legközelebb: